# خاویر فالاگان
خاویر فالاگان (انگلیسی: Javier Falagán؛ زادهٔ ۴ اکتبر ۱۹۶۹) بازیکن فوتبال اهل اسپانیا است.
از باشگاه‌هایی که در آن بازی کرده‌است می‌توان به باشگاه فوتبال هرکولس، باشگاه فوتبال ختافه، باشگاه فوتبال کامپوستلا، و باشگاه فوتبال والنسیا اشاره کرد.